# جون فيل غيلبرت
جون فيل غيلبرت (بالإنجليزية: John Phil Gilbert)‏ هو قاضي ومحامي أمريكي، ولد في 11 مارس 1949 في كاربوندال في الولايات المتحدة.